# Nupserha subkenyensis
Nupserha subkenyensis là một loài bọ cánh cứng trong họ Cerambycidae.